# بريزنيك
بريزنيك (بالبلغارية: Брезник)‏ هي مدينة تقع في غرب بلغاريا، وتبعد 50 كم عن مدينة صوفيا. تقع المدينة في مقاطعة برنيك، وعلى مقربة من مدينتي بانكيا وبرنيك. يبلغ عدد سكانها 4489 نسمة وذلك حسب إحصائيات سنة 2004. ويبلغ ارتفاعها عن سطح البحر قرابة 756 متر.

## التاريخ
ذكرت المدينة لأول مرة في قصة إشعيا في القرن الحادي عشر وكتاب أبو كريفال البلغاري، وكانت آنذاك مدينة متكاملة. وبقي ذكر المدينة مستمر منذ القرن الخامس عشر حتى القرن التاسع عشر، مما يشهد على وجود المدينة بشكل مستمر طوال هذه الفترة. ويوجد في المدينة دير القديسين القنوعين كوزما وداميان. ويشتق اسم المدينة من أشجار القضبان.